# آسمان محل
آسمان محل (انگلیسی: Aasman Mahal) یک فیلم به کارگردانی خواجه احمد عباس است که در سال ۱۹۶۵ منتشر شد.
از بازیگران آن می‌توان به نانا پالشیکار اشاره کرد.